# My God-Given Right
Albums de Helloween
Straight Out of Hell
(2013) Helloween
(2021)
My God-Given Right est le 15e album studio du groupe allemand Helloween, sorti le 29 mai 2015.
L'album est toujours produit par Charlie Bauerfeind, producteur du groupe depuis The Dark Ride, paru le 30 octobre 2000. Il s'agit de son septième enregistrement en studio avec le groupe. L'album a fait son entrée dans les charts français à la 61e position et à la 8e en Allemagne.

## Liste des titres
| No  | Titre                                                                      | Auteur                                                    | Durée |
| --- | -------------------------------------------------------------------------- | --------------------------------------------------------- | ----- |
| 1.  | Heroes                                                                     | Sascha Gerstner                                           | 3:53  |
| 2.  | Battle's Won                                                               | Michael Weikath                                           | 4:53  |
| 3.  | My God-Given Right                                                         | Andi Deris                                                | 3:30  |
| 4.  | Stay Crazy                                                                 | Andi Deris                                                | 4:04  |
| 5.  | Lost in America                                                            | Andi Deris                                                | 3:35  |
| 6.  | Russian Roulé                                                              | Andi Deris (Paroles & Musique), Sascha Gerstner (Musique) | 3:52  |
| 7.  | The Swing of a Fallen World                                                | Andi Deris                                                | 4:53  |
| 8.  | Like Everybody Else                                                        | Sascha Gerstner                                           | 4:03  |
| 9.  | Creatures in Heaven                                                        | Michael Weikath                                           | 6:36  |
| 10. | If God Loves Rock 'n' Roll                                                 | Andi Deris                                                | 3:20  |
| 11. | Living on the Edge                                                         | Markus Grosskopf                                          | 5:19  |
| 12. | Claws                                                                      | Michael Weikath                                           | 5:52  |
| 13. | You, Still of War                                                          | Andi Deris (Musique), Sascha Gerstner (Paroles & Musique) | 7:21  |
| 14. | I Wish I Were There (édition limitée, édition japonaise & édition earbook) | Andi Deris                                                | 4:11  |
| 15. | Wicked Game (édition limitée, édition japonaise & édition earbook)         | Sascha Gerstner                                           | 3:56  |
| 16. | Free World (édition japonaise, édition digitale & édition earbook)         | Markus Grosskopf                                          | 3:34  |

## Composition du groupe
- Andi Deris — chants
- Michael Weikath — guitare
- Sascha Gerstner — guitare
- Markus Grosskopf — basse
- Daniel Löble — batterie